# SN 2004dj
SN 2004dj是从SN 1987A开始到发现时为止最亮的超新星。
这颗II-P型超新星是由日本天文学家板垣公一于2004年7月31日发现的。在发现时，它的视星等为11.2，已过了亮度最高的时期。此超新星的前身星位于NGC 2403的一个年轻的致密星团中，它处于鹿豹座中。这个星团在艾伦·桑德奇1984年出版的星表在列在96位，因此前身星被称作“桑德奇96”。这个星团在基特峰国家天文台的照片中很容易看见，外观像恒星。